# أمبوفومبي-أندروي
أمبوفومبي-أندروي (بالإنجليزية: Ambovombe-Androy)‏، هي مدينة تقع في منطقة أندروي. يبلغ عدد سكانها حوالي 108,700 نسمة حسب تقديرات 2013.